# 振华重工

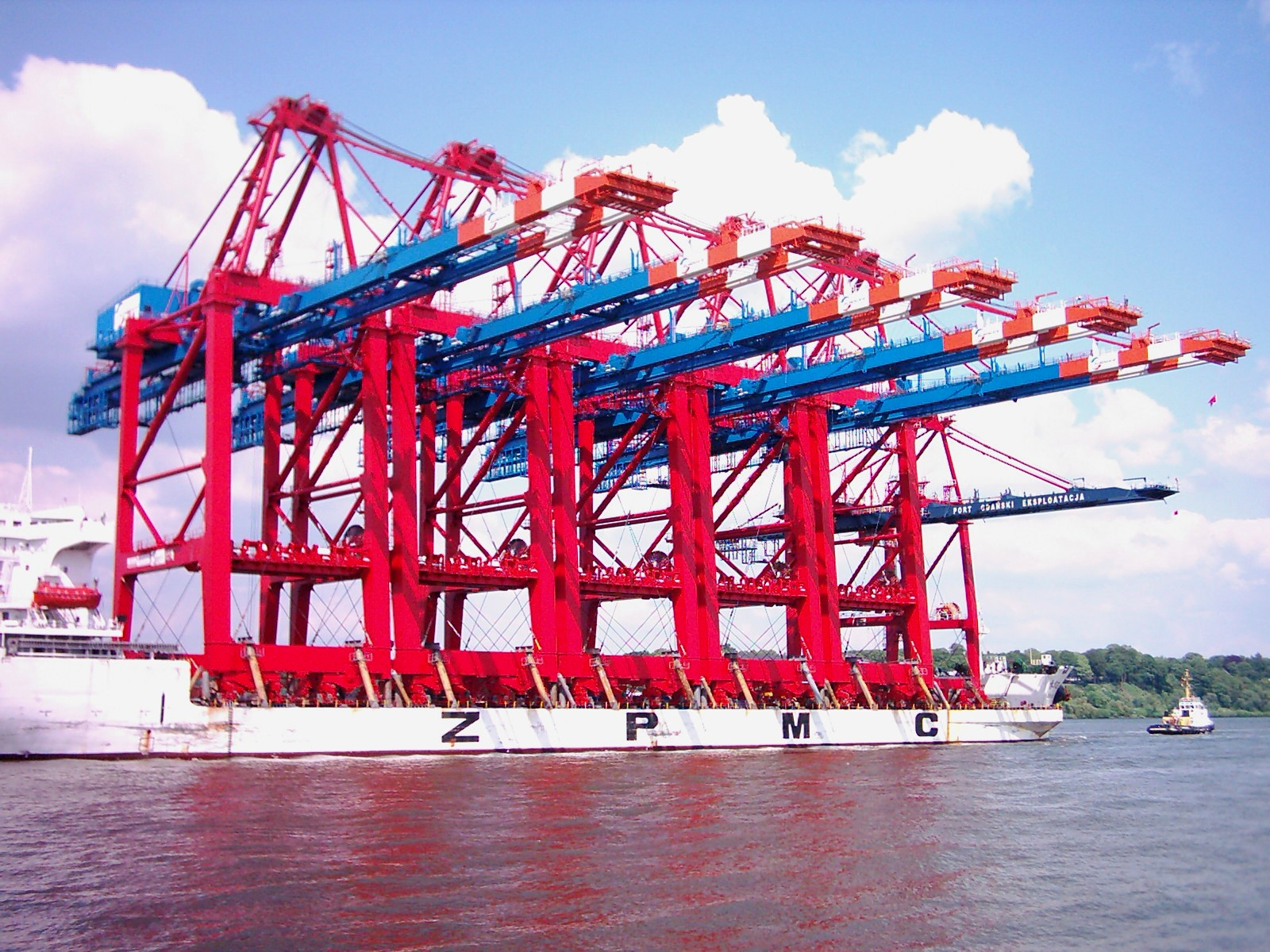
正在運輸5台振華重工製造的船岸龍門吊的振華20重吊船

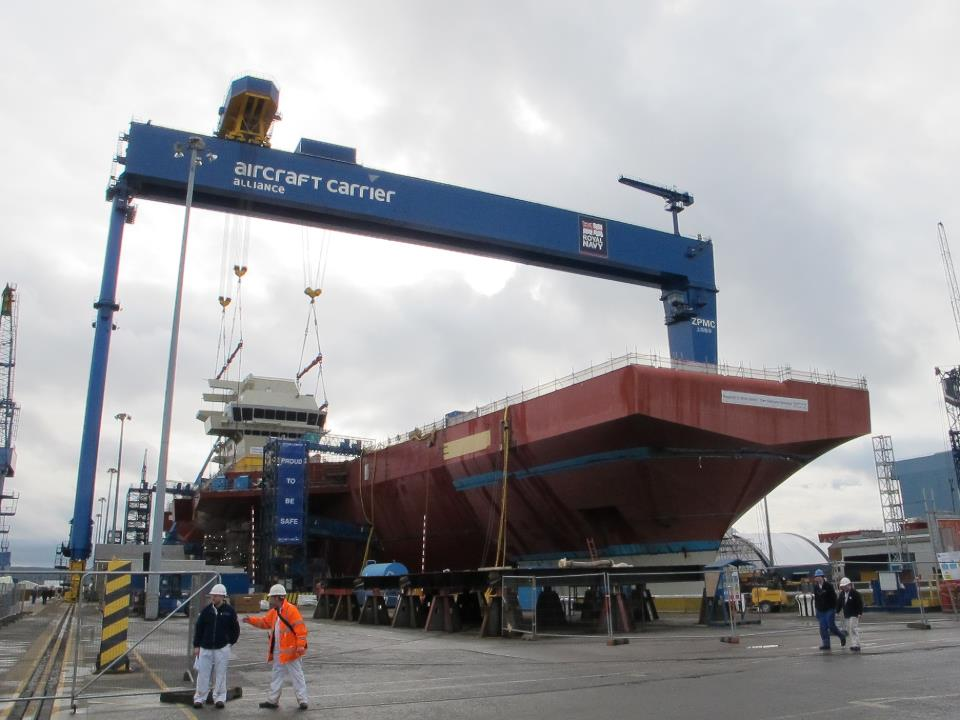
建造英國伊麗莎白女王號航空母艦時使用的振華重工龍門吊

上海振华重工（集团）股份有限公司（上交所：600320/900947，简称：振华重工/振华B股），简称振华重工，原名上海振华港口机械（集团）股份有限公司，英文商标ZPMC（Zhenhua Port Machinery Company），是中國交通建設集團的一間子公司，也是世界最大的港口機械和大型鋼結構製造商。
公司主要生產岸邊集裝箱起重機、輪胎式集裝箱龍門起重機、散貨裝卸船機、鬥輪堆取料機、門座起重機、浮吊和工程船舶以及大型鋼橋構件等。公司具有設計、製造、安裝、調試、整機運輸、售後服務和新產品開發等多個範疇。
上海振华重工（集团）股份有限公司下有长兴分公司、常州分公司、长兴精密铸造有限公司、江阴分公司、上海港机重工有限公司、南通分公司、上海振华重工集团（南通）传动机械有限公司等多个生产基地。
上海振华已發行了A股、B股。公司淨資產達5億美元。